# 滇中狗肝菜
滇中狗肝菜（学名：Dicliptera riparia var. yunnanensis）为爵床科狗肝菜属下的一个变种。

## 扩展阅读
- 維基物種上的相關：滇中狗肝菜